# Giannousaíïka
Giannousaíïka är en ort i Grekland.   Den ligger i prefekturen Nomós Kardhítsas och regionen Thessalien, i den centrala delen av landet, 210 km nordväst om huvudstaden Aten. Giannousaíïka ligger 1 090 meter över havet och antalet invånare är 102.
Terrängen runt Giannousaíïka är kuperad österut, men västerut är den bergig. Runt Giannousaíïka är det glesbefolkat, med 10 invånare per kvadratkilometer. Närmaste större samhälle är Mitrópoli, 17,5 km norr om Giannousaíïka. I omgivningarna runt Giannousaíïka växer i huvudsak blandskog.